# اتصالات الغابون
اتصالات الغابون (بالفرنسية: Gabon Telecom) هي أكبر شركة اتصال في الغابون وقد تأسست سنة 2001 عن عملية انفصال تمت عن المؤسسة الأم مكتب البريد والاتصالات الغابوني. كما أنها تدير النطاق الأعلى في ترميز الدولة (.ga). وتشغل حوالي 35,000 من الخطوط الأرضية، وتوفر الخدمات الهاتفية الثابتة والمتنقلة (الصوت والبيانات) فضلا عن إمكانية الوصول إلى شبكة الإنترنت ،وذلك لما يزيد عن 200,000 زبون، إذ أنها تعد المشغل الحالي، والوحيد للاتصالات الهاتفية الثابتة في الغابون. وفي فبراير 2007، استحوذت شركة اتصالات المغرب على 51% من أسهم الشركة بعد مناقصة دولية أطلقتها الحكومة الغابونية إلا أنه لم يتم تفعيل الاتفاق حتى 23 سبتمبر 2010.
وفي أكتوبر 2014 أطلقت الشركة خدمات الجيل الرابع وبهذا الإنجاز أصبح أول فاعل يطلق هذه الخدمة على مستوى وسط أفريقيا.